# Route nationale 2079
La route nationale 2079, ou RN 2079, était une route nationale française reliant Moulins à Dompierre-sur-Besbre. Il s'agit d'un ancien tronçon de la RN 480.
Ce tronçon a été déclassé en RD 779.

## Itinéraire
- Moulins, D 779
- Le Vernois, commune de Lusigny
- Le Mont, commune de Lusigny
- Chevagnes
- Les Chappes, commune de Chevagnes
- Les Tréfoux, commune de Beaulon
- Dompierre-sur-Besbre
- La Madeleine, commune de Dompierre-sur-Besbre
- Diou